# Sonya Eddy
Sonya Eddy (17 de junio de 1967 - 19 de diciembre de 2022) fue una actriz estadounidense. Era conocida por interpretar a Epiphany Johnson en la serie estadounidense de ABC General Hospital (2006-2022), por la que recibió una nominación póstuma al premio Daytime Emmy como Mejor Actriz de Reparto en una Serie Dramática en 2023.

## Primeros años y educación
Eddy nació en Concord, California, el 17 de junio de 1967. Se especializó en teatro y danza en la Universidad de California en Davis y recibió su licenciatura en 1992. Según Eddy, ella se describió a sí misma como una demócrata de toda la vida y católica practicante. Eddy nunca se casó ni tuvo hijos porque estaba contenta de estar soltera.

## Carrera
Eddy hizo su debut como actriz en el estreno en la costa oeste de la obra de Ruby Dee Zora Is My Name en 1990. Otros créditos teatrales incluyeron La comedia de los errores, La bruja en Into the Woods de Stephen Sondheim y Bloody Mary en South Pacific. En 1995, Eddy se mudó a Los Ángeles y apareció en comedias como Married... with Children, The Drew Carey Show, Murphy Brown, Seinfeld y Home Improvement. Hizo su debut en la pantalla grande interpretando a una enfermera en la película de comedia High School High de 1996. Los años siguientes, Eddy interpretó papeles de "enfermera" en varias películas, entre ellas Sour Grapes (1998), Patch Adams (1998), Inspector Gadget (1999) y Siete almas (2008). A menudo interpretando papeles cómicos, Eddy apareció en las películas El profesor chiflado II: La familia Klump (2000), La barbería (2002), Daddy Day Care (2003), Sobreviviendo a la Navidad (2004) y Pee-wee's Big Holiday (2016). De 2004 a 2005 tuvo un papel recurrente en Joan de Arcadia. También desempeñó un papel dramático en la película biográfica Coach Carter de 2006.
En 2006, Eddy fue elegida como la sensata enfermera jefe Epiphany Johnson en la telenovela diurna de ABC, General Hospital, de forma recurrente. Eddy pasó al estado de contrato en agosto de 2007. De 2007 a 2008, fue miembro habitual del elenco de la serie derivada en horario de máxima audiencia, General Hospital: Night Shift para Soapnet. Fue rebajada a recurrente en 2011. Apareció en telenovelas hasta el 20 de octubre de 2022. Recibió una nominación póstuma al premio Daytime Emmy como mejor actriz de reparto en una serie dramática en 2023.
Eddy también hizo apariciones como estrella invitada en Reba, Monk, House M. D., ER, Desperate Housewives, Mike & Molly, 2 Broke Girls, The Middle, Mom y Castle. Interpretó a Ramona, otra enfermera personal sensata, en la comedia de FX Legit de 2013 a 2014. De 2016 a 2019, interpretó a Tammy en la serie de comedia de truTV, Those Who Can't. También tuvo papeles recurrentes en Fresh Off the Boat, Black Jesus y la miniserie The Last Days of Ptolemy Gray. Su última aparición en pantalla fue en la película de comedia musical de 2023 Dicks: The Musical.

## Muerte
Eddy murió el 19 de diciembre de 2022, a la edad de 55 años. Su causa de muerte fue una infección después de una cirugía que no era de emergencia.

## Filmografía

### Películas
| Año  | Título                                    | Papel                         | Notas                      |
| ---- | ----------------------------------------- | ----------------------------- | -------------------------- |
| 1996 | High School High                          | Enfermera                     |                            |
| 1997 | Blast                                     | Bena                          |                            |
| 1997 | Motel Blue                                | April Swanson                 |                            |
| 1998 | Sour Grapes                               | Enfermera Loder               |                            |
| 1998 | The Godson                                | Empleada bancaria             |                            |
| 1998 | Patch Adams                               | Annie                         |                            |
| 1998 | Sorcerers                                 | Ruth                          |                            |
| 1999 | Blast from the Past                       | Patrice                       |                            |
| 1999 | Inspector Gadget                          | Mary Blakeson                 |                            |
| 2000 | El profesor chiflado II: La familia Klump | Marie                         |                            |
| 2000 | Dish Dogs                                 | May                           | Video                      |
| 2000 | Ten Grand                                 | Tía Ruthie                    | Video                      |
| 2001 | The Jennie Project                        | Donna                         | Película de TV             |
| 2002 | Strange Hearts                            | Lynette                       |                            |
| 2002 | Buying the Cow                            | Rhonda                        |                            |
| 2002 | La barbería                               | Janelle                       |                            |
| 2002 | The Third Society                         | Arlene McGregor               |                            |
| 2002 | The Fine Line Between Cute and Creepy     | Thelma                        | Cortometraje               |
| 2003 | A Single Rose                             | Carlene                       | Cortometraje               |
| 2003 | Mi Casa, Su Casa                          | Belinda                       |                            |
| 2003 | Daddy Day Care                            | Sandy                         |                            |
| 2003 | Matchstick Men                            | Maureen Fisher                |                            |
| 2003 | Leprechaun: Back 2 tha Hood               | Yolanda                       | Video                      |
| 2004 | Y.M.I.                                    | Mamá del DVD                  |                            |
| 2004 | One Last Ride                             | Sally                         |                            |
| 2004 | Promised Land                             | Claire                        |                            |
| 2004 | Sobreviviendo a la Navidad                | Elaine                        |                            |
| 2004 | Office Max: Motivational Poster           | Marla                         | Cortometraje               |
| 2005 | Coach Carter                              | Madre Worm                    |                            |
| 2005 | Come Away Home                            | Sonya Warfield                |                            |
| 2005 | Bad News Bears                            | Ruby                          |                            |
| 2005 | The Reading Room                          | Mrs. Carr                     | Película de TV             |
| 2005 | Lost in Plainview                         | Joy                           |                            |
| 2006 | Gridiron Gang                             | Theresa Wendal                |                            |
| 2007 | Year of the Dog                           | Willheima                     |                            |
| 2008 | Reproductor 5150                          | Jean                          |                            |
| 2008 | Disfigured                                | Pam Jones                     |                            |
| 2008 | Siete almas                               | Edna                          |                            |
| 2009 | El juego perfecto                         | Rose Bell                     |                            |
| 2010 | Trim                                      | Liz                           |                            |
| 2011 | Answers to Nothing                        | Enfermera Edwards             |                            |
| 2011 | Dorfman                                   | Lil G                         |                            |
| 2012 | K-11                                      | Teresa Luna                   |                            |
| 2013 | Miss Dial                                 | Llamador de frijoles refritos |                            |
| 2013 | The Incredible Burt Wonderstone           | Hanna                         |                            |
| 2013 | RockBarnes: The Emperor in You            | Shante                        |                            |
| 2014 | The Hive                                  | Tessa Jean                    |                            |
| 2016 | Pee-wee's Big Holiday                     | Wanda                         |                            |
| 2017 | OH BABY                                   | McQueen                       | Cortometraje               |
| 2017 | Fixed                                     | Wang                          |                            |
| 2017 | Thumper                                   | Enfermera Daniels             |                            |
| 2021 | The Good Balloon                          | Denise                        | Cortometraje               |
| 2021 | Good on Paper                             | Jueza Harriet Gold            |                            |
| 2021 | I Live Alone                              | Olivia                        | Cortometraje               |
| 2022 | Frank and Penelope                        | Enfermera                     |                            |
| 2022 | V/H/S/99                                  | Debra                         | Segmento: "Ozzy's Dungeon" |
| 2023 | Dicks: The Musical                        | Sonya                         |                            |

### Televisión
| Año        | Título                           | Papel                                         | Notas                                         |
| ---------- | -------------------------------- | --------------------------------------------- | --------------------------------------------- |
| 1995       | The Drew Carey Show              | Marie                                         | 1 episodio                                    |
| 1995       | Married... with Children         | Arlene / Betty                                | 2 episodios                                   |
| 1996       | Martin                           | Lucille                                       | 1 episodio                                    |
| 1997       | Beverly Hills, 90210             | Enfermera Carla                               | 1 episodio                                    |
| 1997       | Saved by the Bell: The New Class | Angie                                         | 1 episodio                                    |
| 1997       | Murphy Brown                     | Estelle                                       | 1 episodio                                    |
| 1997       | Family Matters                   | Esther                                        | 1 episodio                                    |
| 1997       | Arliss                           | Enfermera Brooks                              | 2 episodios                                   |
| 1997–98    | Tracey Takes On...               | Sonya                                         | 2 episodios                                   |
| 1997–98    | Seinfeld                         | Rebecca DeMornay                              | Episodio: "The Muffin Tops" & "The Bookstore" |
| 1998       | 3rd Rock from the Sun            | Joanne                                        | 1 episodio                                    |
| 1998       | Any Day Now                      | Jasmine                                       | 1 episodio                                    |
| 1998       | Martial Law                      | Anne                                          | 1 episodio                                    |
| 1998       | To Have &amp; to Hold            | Delilah                                       | 1 episodio                                    |
| 1998       | USA High                         | Lady                                          | 1 episodio                                    |
| 1999       | Home Improvement                 | Gayle                                         | 1 episodio                                    |
| 1999       | Malibu, CA                       | Bertha                                        | 1 episodio                                    |
| 1999       | Touched by an Angel              | Mrs. Taggert                                  | 1 episodio                                    |
| 1999       | Providence                       | Impaciente #1                                 | 1 episodio                                    |
| 1999       | Popular                          | Recepcionista                                 | 1 episodio                                    |
| 2000       | Strip Mall                       | Enfermera                                     | 1 episodio                                    |
| 2000       | Gilmore Girls                    | Cajera                                        | 1 episodio                                    |
| 2001       | Even Stevens                     | Mrs. Walters                                  | 1 episodio                                    |
| 2001       | Lizzie McGuire                   | Fotógrafa                                     | 1 episodio                                    |
| 2001       | El hombre invisible              | La sirvienta                                  | 2 episodios                                   |
| 2001       | Diagnosis: Murder                | Mrs. Troobnik                                 | 1 episodio                                    |
| 2001       | Resurrection Blvd.               | Recepcionista del hospital                    | 1 episodio                                    |
| 2001       | Spyder Games                     | Enfermera del hospital                        | 1 episodio                                    |
| 2001       | The Mind of the Married Man      | -                                             | 1 episodio                                    |
| 2001; 2006 | ER                               | Secretaria de Asuntos Estudiantiles / Harriet | 3 episodios                                   |
| 2001–02    | Primetime Glick                  | Enfermera de Miss Gathercole                  | Recurrente, 5 episodios                       |
| 2002       | Felicity                         | Policía                                       | 1 episodio                                    |
| 2002       | Reba                             | Susan                                         | 1 episodio                                    |
| 2002       | Still Standing                   | Carla                                         | 1 episodio                                    |
| 2003       | The Pitts                        | Sirvienta del metro                           | 1 episodio                                    |
| 2003       | Monk                             | Opal                                          | 1 episodio                                    |
| 2003       | Mad TV                           | Star Jones                                    | 1 episodio                                    |
| 2004       | Phil del Futuro                  | Miss Donaldson                                | 1 episodio                                    |
| 2004       | House M. D.                      | Sally                                         | 1 episodio                                    |
| 2004–05    | Joan de Arcadia                  | Dios guardián femenino                        | 4 episodios                                   |
| 2005       | Less than Perfect                | Security Woman                                | 1 episodio                                    |
| 2005       | Inconceivable                    | Nurse Dawson                                  | 1 episodio                                    |
| 2006       | Malcolm in the Middle            | Mabel                                         | 1 episodio                                    |
| 2006       | Day Break                        | Camarera                                      | 1 episodio                                    |
| 2006–22    | General Hospital                 | Epiphany Johnson                              | Protagonista, 543 episodios                   |
| 2007       | In Case of Emergency             | Sonya                                         | 1 episodio                                    |
| 2007       | Todo el mundo odia a Chris       | Secretario de DMV                             | 1 episodio                                    |
| 2007       | CSI: Crime Scene Investigation   | Despachadora de taxis                         | 1 episodio                                    |
| 2007–08    | General Hospital: Night Shift    | Epiphany Johnson                              | Protagonista, 25 episodios                    |
| 2008       | Desperate Housewives             | Vanessa                                       | 1 episodio                                    |
| 2010       | ¡Buena suerte, Charlie!          | Verna                                         | 1 episodio                                    |
| 2011       | Glee                             | Mamá enojada                                  | 1 episodio                                    |
| 2011       | Mike & Molly                     | Kay                                           | 1 episodio                                    |
| 2011–12    | The Middle                       | Senora Porter                                 | 2 episodios                                   |
| 2012       | 2 Broke Girls                    | Freddie                                       | 1 episodio                                    |
| 2013       | Partners                         | Denise                                        | 1 episodio                                    |
| 2013       | Monday Mornings                  | Joanne Whitman                                | 1 episodio                                    |
| 2013       | Bad Samaritans                   | Regina                                        | 1 episodio                                    |
| 2013       | Zach Stone Is Gonna Be Famous    | -                                             | 1 episodio                                    |
| 2013       | Baby Daddy                       | Priest                                        | 1 episodio                                    |
| 2013–14    | Legit                            | Ramona                                        | Recurrente, 12 episodios                      |
| 2014       | Girl Meets World                 | Geralyn Thompson                              | 1 episodio                                    |
| 2014       | Mulaney                          | Gerta                                         | 1 episodio                                    |
| 2015       | Mom                              | Angela                                        | 1 episodio                                    |
| 2016       | Castle                           | Olivia "Mama" Toussaint                       | 1 episodio                                    |
| 2016       | Crazy Ex-Girlfriend              | Profesora Andrade                             | 1 episodio                                    |
| 2016       | Adam Ruins Everything            | Dueña de la tienda de mascotas                | 1 episodio                                    |
| 2016–19    | Those Who Can't                  | Tammy                                         | Recurrente, 31 episodios                      |
| 2019       | A Black Lady Sketch Show         | Directora Dixon                               | 1 episodio                                    |
| 2019       | Black Jesus                      | Miss Emma                                     | 4 episodios                                   |
| 2020       | Tommy                            | CPS Worker                                    | 1 episodio                                    |
| 2021       | PEN15                            | Grace                                         | 1 episodio                                    |
| 2022       | The Last Days of Ptolemy Grey    | Miss Delia                                    | Miniseries, 2 episodios                       |

### Videojuegos
| Año  | Título                | Papel                           |
| ---- | --------------------- | ------------------------------- |
| 2008 | Saints Row 2          | Varios                          |
| 2011 | Driver: San Francisco | Voces adicionales               |
| 2012 | Guild Wars 2          | Lyra Lancetooth, Riel Darkwater |